# Reserva Biológica de Saltinho
A Reserva Biológica de Saltinho é uma área protegida brasileira, do grupo das unidades de conservação, categorizada como reserva biológica. Localizada no estado de Pernambuco, na região da Zona da Mata, protege um importante fragmento de Mata Atlântica, na ecorregião das Florestas Costeiras de Pernambuco. Nela habitam espécies muito ameaçadas de extinção na região, como o gato-maracajá, o udu-de-coroa-azul e o gato-do-mato.